# Johann Beck (Politiker, 1885)
Johann Beck (* 6. Februar 1885 in Triesenberg; † 23. Juli 1961 ebenda) war ein liechtensteinischer Politiker (FBP).

## Biografie
Johann Beck war der Sohn des Landwirtes Valentin Beck und dessen Frau Katharina (geborene Gassner). Er war Bürger von Triesenberg und arbeitete als Landwirt und Viehhändler. Von 1922 bis 1927 war er Richter am Obersten Gerichtshof. Nachdem er von 1924 bis 1930 Mitglied im Gemeinderat von Triesenberg gewesen war, fungierte er von 1933 bis 1951 als deren Gemeindevorsteher. Von 1936 bis 1939 sowie erneut von 1945 bis 1949 war Beck Abgeordneter im Landtag des Fürstentums Liechtenstein. Des Weiteren war er von 1939 bis 1945 Stellvertreter Abgeordneter.
1910 heiratete er Viktoria Beck. Aus der Ehe gingen 10 Kinder hervor. 1937 verlieh ihm Fürst Franz I. das Silberne Verdienstzeichen.